# Judíos yemenitas
Los judíos yemenitas o judíos yemeníes (llamados también Teimanim en hebreo: יהודים תימנים, en árabe: اليهود اليمنيون), son aquellos judíos que viven o han vivido alguna vez en Yemen. Entre junio de 1949 y septiembre de 1950, la abrumadora mayoría de la población judía de Yemen emigró a Israel en la Operación Alfombra Mágica (en hebreo: כנפי נשרים), (transliterado: Kanfei Nesharim), (en español: Alas de Águilas). Después de varias olas de persecución en todo Yemen, la gran mayoría de los judíos yemenitas ahora viven en Israel, mientras que las comunidades más pequeñas viven en los Estados Unidos y en otros lugares. Sólo un puñado permanece en Yemen. Los pocos judíos que permanecen en Yemen experimentan una judeofobia intensa y en ocasiones violenta y a diario. En 2022, solo quedaba un judío en Yemen.
Los judíos yemenitas tienen una tradición religiosa única que los distingue de los judíos asquenazíes, los judíos sefardíes y otros grupos judíos. Han sido descritos como «los más judíos de todos los judíos» y «los que mejor han conservado el idioma hebreo». Los judíos yemenitas están dentro de la categoría de judíos mizrajíes («orientales»), aunque difieren de otros mizrajíes que han sufrido un proceso de asimilación total o parcial a la liturgia y costumbre sefardí. Si bien el subgrupo Shami de judíos yemenitas adoptó un rito influenciado por los sefardíes, esto se debió principalmente a que se les  y no reflejó un cambio demográfico o cultural general entre la gran mayoría de los judíos yemenitas.
Según la tradición, los judíos llegaron por primera vez a Yemen cuando fueron exiliados tras la destrucción del Primer Templo en Jerusalén. Pruebas arqueológicas muestran que hubo una gran comunidad presente en Yemen hace más de 2300 años. En el siglo XI d. C., Yemen estaba gobernado por el rey judío Yusuf Dhu Nuwas. Conocidos por su rigurosa educación religiosa, los judíos de Yemen coinciden con muchos rabinos y eruditos judíos de otras tierras durante su larga diáspora en Yemen, inclusive el sabio del medioevo Maimónides, cuyas leyes llegaron a definir las prácticas religiosas de los judíos yemenitas. Las familias judías en Yemen tienen sus orígenes en diferentes tribus judías y linajes, y dos principales subgrupos se instalaron con el tiempo: Baladi y Shami. La comunidad Baladi conserva las costumbres religiosas yemenitas más únicas y antiguas, mientras que la comunidad Shami ha sido históricamente influenciada por místicos medievales de la tierra de Israel. 
Los judíos yemenitas comenzaron a emigrar a Tierra Santa en 1880. Para la fundación del Estado de Israel, casi la mitad de todos los judíos yemenitas ya se había mudado a Israel, mientras que la gran mayoría emigró durante los años subsiguientes. Después de varias oleadas de persecución en todo Yemen, la mayoría de los judíos yemeníes ahora viven en el Estado de Israel, mientras que comunidades más pequeñas viven en los Estados Unidos y en otros lugares, ascendiendo a alrededor de 400.000. Solo queda un puñado en Yemen. Allí, los judíos se formaron en los oficios especializados. Algunas familias continuaron la transmisión de estos conocimientos de generación en generación, y la platería y arte decorativa de estilo judeoyemenita es aún popular hoy en día en Israel y más allá.